# Minimalizace rizik
Minimalizace rizik nebo snižování rizik (angl. harm reduction) je moderní veřejná politika v oblasti zdravotnictví, která si klade za cíl snížit co nejvíc škodlivé následky, které souvisejí s prostitucí, alkoholizmem, užíváním drog a dalšími aktivitami, které jsou na hraně zákona, nelegální nebo rizikové. Vychází z úvahy, že je pro společnost užitečnější nabídnout pomoc, než za každou cenu usilovat o kriminalizaci takového jednání.
Jako „Harm Reduction“ (HR – obvykle se nepřekládá do češtiny) se označují přístupy snižování či minimalizace poškození drogami u osob, kteří v současnosti drogy užívají a nejsou motivováni k tomu, aby užívání zanechali. HR se snaží minimalizovat, omezit či zmírnit riziko život a zdraví ohrožujících infekce, které se šíří sdílením injekčního náčiní při nitrožilní aplikaci drog a nechráněným pohlavním stykem, jako je AIDS a hepatitidy B a C, riziko dalších tělesných komplikací, dlouhodobého působení vysokých dávek, předávkování, sociálního debaklu a ztráty lidské důstojnosti. Mezi nejznámější postupy používané v HR patří výměna použitého injekčního náčiní za sterilní, poskytování informací (o možnostech léčby či jiné odborné pomoci), kontaktní (situační) poradenství a edukace o rizicích. Důležité je i zaměření na bezpečný sex včetně distribuce kondomů. V širším pohledu můžete také pod HR zahrnout i substituční léčbu. Do oblasti HR patří také aplikační místnosti – tzv. šlehárny. Poradenství a edukace v rámci HR nezbytně zahrnuje i rady, návody a vysvětlení, jak drogu bezpečně aplikovat, jak používat a dezinfikovat náčiní a podobné čistě technické informace. 
Kritikou tohoto přístupu může být přesvědčení, že tištěné materiály, které informace o HR obsahují, jsou zcela specifické a jejich distribuce musí být omezena na okruh klientů, kterým jsou určeny, a že dostanou-li se mimo tento okruh, např. do škol, vyvolávají senzaci, pobouření a obviňování, že se touto cestou mládež navádí k braní drog. Nicméně užívání návykových látek a jiné rizikové chování je běžnou součástí lidských životů. Povědomí o principech HR je tedy důležitou součástí prevence. 
HR se provádí buď přímo v terénu (terénní programy, streetwork) nebo v nízkoprahových kontaktních centrech. Edukace zaměřená na snížení zdravotních rizik z užívání drog je rovněž pevnou součástí léčebných programů. HR v České republice se od roku 2021 zabývá i edukační program Czechedsubstance.